# Relaciones Libia-Venezuela
Las relaciones Libia-Venezuela se refieren a las relaciones internacionales que existen entre Libia y Venezuela. Ambos países son miembros de la Organización de Países Exportadores de Petróleo (OPEP).

## Historia
Durante las guerra en Libia de 2011, el presidente venezolano Hugo Chávez denunció lo que para el mandatario era una doble moral de la comunidad internacional, rechazó la injerencia extranjera en Libia y dijo que nadie estaba en capacidad de condenar las acciones de Muamar el Gadafi. Su canciller Nicolás Maduro criticó el tratamiento internacional de la crisis, declarando que la prensa era "favorable a los opositores de Gadafi" y "a los intereses de Occidente".
Chávez sugirió una iniciativa para crear una comisión internacional para buscar una solución negociada y pacífica al conflicto interno de Libia que no incluyera la salida del poder de Gadafi. La iniciativa fue respaldada por los ministros de asuntos exteriores del ALBA. Posteriormente Chávez se refirió a Gadafi como a un "mártir".